# Зелена Роща (Щигровський район)
Зелена Роща (рос. Зелёная Роща) — селище в Щигровському районі Курської області Російської Федерації.
Населення становить 553 особи. Входить до складу муніципального утворення Охочевська сільрада.

## Історія
Населений пункт розташований на території українського етнічного та культурного краю Східна Слобожанщина.
Від 2004 року входить до складу муніципального утворення Охочевська сільрада.

## Населення
| 2002 | 2010 |
| ---- | ---- |
| 601  | ↘553 |